# Brasilicereus markgrafii
Brasilicereus markgrafii är en kaktusväxtart som beskrevs av Curt Backeberg och Voll. Brasilicereus markgrafii ingår i släktet Brasilicereus och familjen kaktusväxter. Inga underarter finns listade i Catalogue of Life.